# Daptomycin
Daptomycin ist ein Antibiotikum und der erste auf dem Markt befindliche Vertreter der Gruppe der cyclischen Lipopeptide. Daptomycin ist der aktuell am stärksten bakterizide antibiotische Wirkstoff auf dem Markt. Der Arzneistoff wird vor allem bei Haut- und Weichteilinfektionen mit grampositiven Problemkeimen (zum Beispiel Methicillin-resistenter Staphylococcus aureus, kurz MRSA) eingesetzt. Zurzeit (12/2009) ist der Wirkstoff in der Regel auch dann noch wirksam, wenn Reserveantibiotika wie Linezolid oder Vancomycin aufgrund von Resistenzen zu einem Therapieversagen führen.

## Struktur

Strukturformel

Daptomycin ist ein zyklisches Lipopeptid. Es besteht aus einem Aminosäurering und einer Decanoyl-Seitenkette.

## Wirkungsmechanismus
Daptomycin wirkt bakterizid. Das Lipopeptid wird Calcium-abhängig in die Zellmembran von grampositiven Bakterien eingebaut. Dadurch kommt es zur Ausbildung von Membranporen, durch die vor allem Kalium-Ionen ausströmen. Damit entsteht eine Depolarisation des Membranpotentials. Weiterhin wird nach experimentellen Befunden die bakterielle DNA-, RNA- und Proteinsynthese gestört, was den bakteriziden Effekt der Substanz bedingt.
Wichtig und interessant ist, dass der Einbau der Poren ausschließlich in die Membran, nicht aber in die Zellwand erfolgt. Dadurch kommt es nicht zu einer Zelllyse. Daptomycin ist damit ein bakterizid wirksames Antibiotikum ohne Zelllyse.
Wissenschaftler der Universitäten Bonn und Amsterdam, der Ruhr-Universität Bochum, der Universität Newcastle und des Deutschen Zentrums für Infektionsforschung (DZIF) haben 2016 in einer Studie nachgewiesen, dass Daptomycin die Zellwand-Synthese der Bakterien hemmt.

## Pharmakokinetik
Das Mittel muss intravenös verabreicht werden, da es enteral nicht ausreichend resorbiert wird. Dabei kann die Substanz als 30-Minuten-Infusion und als 2-Minuten-Injektion verabreicht werden. Es liegt als Pulver vor und sollte für 7–14 Tage einmal am Tag verabreicht werden (Dosierung siehe Beipackzettel). Eine Penetration der Blut-Hirn- und der Plazentaschranke erfolgt nur in geringem Ausmaß. Die Ausscheidung erfolgt vor allem unverändert renal, so dass bei einem niereninsuffizienten Patienten eine Verlängerung des Dosierintervalls (Clearance < 30 ml/min) notwendig ist.
Es liegt eine konzentrationsabhängige Pharmakokinetik vor.
Es finden keine nennenswerten Interaktionen mit den mischfunktionellen Oxidasen der Leber (Cytochrom P450 Oxidasen, CYPs) statt.

## Anwendung
Daptomycin ist ausschließlich gegen Gram-positive Bakterien aktiv. Bei Verdacht auf Mischinfektionen mit Gram-negativen und/oder bestimmten anaeroben Bakterien, sollte Daptomycin nur gemeinsam mit entsprechenden Antibiotika angewendet werden. Zugelassene Indikationen sind:
- Komplizierte Haut- und Weichteilinfektionen (cSSTI)
- Rechtsseitige infektiöse Endokarditis (RIE) aufgrund von Staphylococcus aureus
- Staphylococcus aureus-Bakteriämie, assoziiert mit RIE oder mit cSSTI.

Durch die Auswertung von nicht-interventionellen Studien CORE und EUCORE (CUBICIN Outcome Registry) stehen Daten für die Therapie der Rechts- und Linksseitigen Endokarditis, der Katheterassoziierten Bakteriämie sowie für die Therapie der Osteomyelitis zur Verfügung.
Daptomycin ist für die Therapie von Pneumonien nicht geeignet, da es von Alveolarsurfactant inaktiviert wird.
Für die Behandlung von Kindern mit Daptomycin stehen Daten zur Verfügung. Daptomycin ist für die Behandlung von Infektionen bei Kindern im Alter von 1 bis 17 Jahren zugelassen.

## Nebenwirkungen
Es treten gelegentlich Obstipation, Übelkeit, Reaktionen an der Injektionsstelle und Kopfschmerzen auf (je bei etwa 5 % der Behandelten).
In sehr seltenen Fällen tritt unter Therapie eine Erhöhung der CPK (Kreatinphosphokinase) auf, die bis zum 5fachen toleriert werden kann. Ein weiterer Anstieg spricht für eine Skelettmuskelschädigung. So wurden während der Erprobung der Substanz in einer zweimal täglichen Dosierung bei einigen wenigen Patienten erhöhte CPK-Werte gemessen, in Einzelfällen kam es zur Rhabdomyolyse (Auflösung von Skelettmuskulatur). Die CPK-Erhöhung wird in der einmal täglichen Dosierung sehr selten beobachtet.
Unter Therapie mit Daptomycin ist eine regelmäßige Kontrolle (einmal pro Woche) der CPK empfohlen. Zudem sollte bei gleichzeitiger Gabe von anderen Medikamenten, die ebenfalls mit einer CPK-Erhöhung einhergehen (zum Beispiel HMG-CoA-Reduktase-Hemmer, Statine), eine engmaschigere Kontrolle der CPK erfolgen.

## Resistenzen
Da es sich um einen relativ neuen Arzneistoff handelt (Zulassung in Deutschland 2006), gibt es noch keine nennenswerte Resistenzproblematik gegenüber Daptomycin. Zwar sind aufgrund der von anderen Antibiotika abweichenden Struktur und des neuartigen Wirkungsmechanismus selten Kreuzresistenzen mit anderen derzeit auf dem Markt befindlichen Antibiotika (12/2009) zu beobachten. Jedoch konnte eine Studie, welche die Empfindlichkeit von Staphylococcus aureus gegenüber Daptomycin in Vancomycin-resistenten Isolaten untersuchte, zeigen, dass der Resistenzmechanismus bedingt durch die positive Nettoladung beider Substanzen zu Kreuzresistenzen führt, welche weiterhin zu Therapieversagen führen können. Staphylococcus aureus kann weiterhin durch Mutationen und regulatorische Anpassung seiner Zellmembran und Zellwand Resistenzen gegenüber Daptomycin erwerben.

## Handelsnamen
Daptomycin ist in Europa, Australien, Brasilien, USA unter dem Namen Cubicin im Handel erhältlich.